# Solna IF
Solna IF, bildad 1959, idrottsförening från Solna i Sverige. Basketbollverksamheten gick i konkurs 1999 och överfördes till Solna Vikings. Volleybollsektionen bildades 1972 och bildade en separat förening 1995.

## Verksamhet och meriter

### Basketboll
- SM-guld i basketboll för herrar: 1973, 1984, 1985 och 1989
- SM-guld i basketboll för damer: 1986, 1987 och 1988.

### Volleyboll
En volleybollsektion bildades 1972 och nådde högsta serien 1975. Den slogs 1976 samman med Stockholms Studenters IF. Klubben startade samma år Volleyfestivalen, en stor turnering, vilken som mest omfattade 270 lag. Klubben spelade i elitserien i volleyboll för damer under tre säsonger. Volleybollverksamheten lämnade 1995 föreningen för att bilda Solna VBK. Den dåvarande ordföranden, Klas Gustafsson, försökte även att under 1990-talet få in klubben i AIKs organisation (Klas satt även i AIKs styrelse), men AIKs styrelse sa nej.

### Fotnoter
1. ↑  ”Klubbhistorik”. Solna Vikings. Arkiverad från originalet den 17 maj 2014. https://web.archive.org/web/20140517153246/http://www.solnavikings.se/Klubben/Historik/Klubbhistorik/default.aspx?iSeasonId=42. Läst 31 juli 2012.
2. 1 2 3  Solna VBK. ”Historik”. https://solnavbk.se/historik/. Läst 19 september 2021.
3. ↑  ”Maratontabell Volleyboll 1963 - 2019/20, Elitserien damer”. Arkiverad från originalet den 26 oktober 2022. https://web.archive.org/web/20221026174820/https://www.volleyboll.se/globalassets/svenska-volleybollforbundet-volleyboll/dokument/om-sporten-historik/marathontabell-efter-grundserien-201920-d.pdf. Läst 19 september 2021.